# Juratzkaea leptura
Juratzkaea leptura là một loài Rêu trong họ Stereophyllaceae. Loài này được (Taylor) W.A. Weber ex W.R. Buck mô tả khoa học đầu tiên năm 1977.